# Vườn quốc định Chōkai
Vườn quốc định Chōkai (鸟海国定公园 Chokai Kokutei Koen ?) là một Vườn quốc gia dự kiến nằm ở tỉnh Akita và Yamagata, Nhật Bản. Được thành lập vào năm 1963, trung tâm của khu bảo tồn này là ngọn núi lửa song sinh của núi Chōkai. Ngoài ra, khu vực còn bảo vệ các vùng ven biển phía Bắc và phía Nam của hai tỉnh Akita và Yamagata. Nó được đánh giá là một Khu vực bảo vệ cảnh quan (loại V) theo IUCN. Cảnh quan của Kisakata (象泻?) được nhà thơ Basho viết trong Oku no Hosomichi, đã bị biến đổi bởi sự nâng lên của đất trong một trận động đất năm 1804.
Giống như tất cả các Quốc định Vườn quốc gia tại Nhật Bản, Chōkai được quản lý bởi chính quyền địa phương hai tỉnh.